# CANT Z.1018

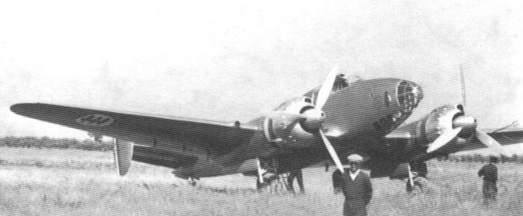
Cant Z.1018 particolare anteriore

Il CANT Z.1018 Leone è stato un bombardiere medio italiano della seconda guerra mondiale.
Il progetto fu opera di Filippo Zappata, che lo concepì come miglioramento dei suoi precedenti CANT Z.1007 e CANT Z.1015 dai quali però, non riprese la formula trimotore.
L'aereo, dalla linea snella, pulita, dotato di eccellenti prestazioni e ottime qualità di volo, avrebbe potuto essere il suo capolavoro, nonché uno dei migliori bombardieri medi della guerra ma, nonostante fosse stato impostato con largo anticipo rispetto allo scoppio di questa, una successione di ritardi nel suo sviluppo, dovuti in larga parte alla miopia della Regia Aeronautica, ma anche all'impreparazione dei Cantieri Riuniti dell'Adriatico, ancora impegnati nella costruzione del CANT Z.1007, ad intraprendere su larga scala la costruzione di aerei di struttura metallica, fecero sì che i primi esemplari di serie raggiungessero i reparti di volo solo poche settimane prima dell'armistizio.

## Storia del progetto
Il Concorso della Regia Aeronautica del gennaio 1938 per un nuovo bombardiere medio si avviò alla conclusione, quasi un anno dopo, senza vincitori. Gli aerei presentati, anche se genericamente adatti allo scopo, si attirarono le aspre critiche dello Stato Maggiore, per la staticità dei criteri di progettazione e la scarsa attenzione prestata per la finezza aerodinamica e, conseguentemente, per le prestazioni delle macchine. In questa situazione decisero di inserirsi i Cantieri Riuniti dell'Adriatico. Questi, reduci dal successo riscontrato dal CANT Z.1007 (aereo che, realizzato a titolo privato dai CRDA, al di fuori di un concorso, si era subito imposto come superiore a tutti i bombardieri medi italiani contemporanei) presso lo Stato Maggiore, e ancora impegnati nella sua conversione alla motorizzazione radiale, continuarono a lavorare sulla stessa base per tirarne fuori modelli sempre più perfezionati.
La scelta cadde inizialmente sul CANT Z.1015B (versione militarizzata dell'aereo da record, direttamente derivato dallo Z.1007, CANT Z.1015, che volò per la prima volta nel gennaio del 1939). La fama del progettista e i precedenti successi bastarono a farne ordinare trentadue prima ancora che l'aereo avesse lasciato il tavolo da disegno, ma non senza che la Regia Aeronautica avesse richiesto, come condizione irrinunciabile, l'aumento del coefficiente di resistenza strutturale del velivolo. Proprio questo però mise in imbarazzo Zappata: infatti, per ottenere l'aumento del coefficiente di resistenza c'erano solo due scelte, o si irrobustiva la struttura, appesantendola e pregiudicando le prestazioni, o si alleggeriva l'aereo di qualche componente non strutturale, ovvero si rinunciava ad uno dei tre motori, pregiudicando le prestazioni.
La quadratura del cerchio sembrò possibile grazie alla disponibilità, giudicata imminente, dei nuovi motori radiali Alfa Romeo 135 RC.34, della classe dei 1500 cv, che, unitamente agli alleggerimenti, riduzioni di superficie alare e affinamenti aerodinamici consentiti dalla formula bimotore, avrebbero potuto consentire al nuovo aereo, designato CANT Z.1018, di raggiungere le prestazioni prospettate dello Z.1015B, pur con un motore in meno (e realizzando oltretutto consistenti economie di costruzione). La Regia Aeronautica si lasciò convincere e, tra il febbraio e l'aprile 1939, sostituì l'ordine di trentadue Z.1015B con altrettanti Z.1018, a condizione che questo avesse le stesse prestazioni prospettate per il trimotore, e che un prototipo volasse entro cinque mesi da allora. Non era un compito facile portare in volo, in cinque mesi, un aereo completamente nuovo, ma i CRDA riuscirono a rispettare la strettissima tabella di marcia e, il 9 ottobre 1939, il prototipo, di costruzione lignea, veniva portato in volo dal comandante Mario Stoppani.
Da quel momento cominciarono i ritardi. I primi vennero causati dai motori Alfa Romeo 135 RC.34, che denunciarono problemi di surriscaldamento e vibrazioni. Il tentativo di farli funzionare a dovere, la decisione di sostituirli con un paio di più tranquilli (ma anche 100 kg l'uno più leggeri) Piaggio P.XII RC.35 Tornado da 1.350 CV, l'attesa dei motori (la cui fornitura era a carico della Regia Aeronautica) e il loro montaggio, richiesero altri 5 mesi, e il prototipo, con la nuova motorizzazione, tornò in volo solo il 9 marzo 1940 per poi essere portato a Guidonia per le prove del Centro Sperimentale della Regia Aeronautica che, per incomprensibili motivi, si protrassero per più di un anno, fino al 25 giugno 1941, dopodiché, per altri nove mesi, si tentarono di rimontare e far funzionare i motori Alfa Romeo pure se questi, nel complesso, davano risultati inferiori ai Piaggio.
Nel frattempo, nell'ottobre 1940, la commessa per gli Z.1018 metallici era stata portata a 100 aerei, più altri 10 esemplari in legno, simili al prototipo, per consentire un avvio più rapido della produzione, ma da quel momento la Commissione di Allestimento della Regia Aeronautica, come sua consuetudine, sembrò essere più interessata alle modifiche che agli aerei. Un anno e mezzo venne perso per decidere il tipo di impennaggi. Venne richiesta, tra l'altro, la modifica degli armamenti di bordo, l'approntamento di freni aerodinamici per il bombardamento in picchiata, studi per motorizzare l'aereo con ogni sorta di motore aeronautico esistente o solo ipotizzato (tra cui i Daimler-Benz prodotti su licenza, la cui produzione era già insufficiente per i caccia, e l'Isotta Fraschini Sigma, del quale nemmeno un esemplare venne mai assemblato). Intanto i motori veri venivano forniti ai CRDA con il contagocce. Come risultato, il primo CANT Z.1018a (sigla della serie lignea), volò solo il 25 marzo 1942, e l'ultimo venne consegnato alla Regia Aeronautica solo nel giugno 1943. La serie lignea, più che operativamente, venne utilizzata dalla Regia Aeronautica per prove di siluramento, motorizzazione con i più potenti motori Piaggio P.XV RC.15/60 Uragano, da 1.500 CV, ed addestramento degli equipaggi alle nuove macchine.
Sorte non migliore toccò alla serie metallica. Come era da aspettarsi, dati i ritardi nelle decisioni della Commissione di Allestimento e la fornitura a singhiozzo dei motori, lungi dal velocizzare l'avvio della produzione, il fatto che i  CRDA dovessero lavorare contemporaneamente sugli aerei metallici e lignei contribuì a ritardare le consegne di entrambi. Il prototipo volò per la prima volta il 18 giugno 1942 e venne affidato alla Regia Aeronautica per le valutazioni sperimentali. La Regia Aeronautica aveva inoltre deciso che i primi esemplari di serie facessero da prototipi delle varie varianti previste, quindi i primi aerei consegnati vennero trasformati in: caccia notturno (dotato di un impianto radar Telefunken, e più tardi, accumulando ulteriore ritardo, il radar sperimentale italiano Argo che non entrò mai in produzione, quattro cannoni da 20 mm e quattro mitragliatrici da 12,7 mm in caccia. Era prevista la produzione in serie della versione III, con motori Piaggio P.XV e otto cannoni), silurante (anche con radar di ricerca sperimentale, mai entrato in produzione, Vespa, detto anche "Arghetto", per il siluramento notturno), prova motori con i Fiat A.83 Vortice e Piaggio P.XV R.C. 15/60 Uragano. Alla data dell'armistizio vennero tutti requisiti dai tedeschi, insieme a quattro esemplari completati e non ancora consegnati, a novantacinque esemplari a vari stadi di lavorazione presso gli stabilimenti CRDA e a cento presso quelli Breda (che avevano avuto, a loro volta, una commessa per cento esemplari nel luglio 1941). Il completamento di 28 esemplari venne autorizzato dai tedeschi, ma solo uno riuscì a volare prima che i bombardamenti alleati distruggessero gli impianti.
Numerose altre varianti sperimentali (anticarro, caccia notturna, siluranti, bombardiere-ricognitore ad alta quota, assalto, bombardiere a carico e autonomia aumentati ecc.) furono progettate dall'ingegner Zappata anche presso la Breda (e quindi ebbero denominazione Breda-Zappata BZ 301/304), ma senza mai volare, causando così ulteriori dispersioni d'energie.

## Impiego operativo
Non molto si può dire dell'impiego operativo del CANT Z.1018. Benché alcuni esemplari di Z.1018a siano effettivamente stati consegnati ai reparti operativi prima dell'armistizio, non si è a conoscenza di azioni di guerra effettivamente compiute da questi, ed è più probabile che gli equipaggi si siano limitati a fare attività di addestramento sulle nuove macchine in previsione della distribuzione degli esemplari metallici.
Dopo l'armistizio lo Z.1018, nonostante le ottime valutazioni dei collaudatori italiani, e nonostante il fatto che le linee di montaggio sembrassero finalmente essere state approntate, si scontrò con l'ostilità dei comandi tedeschi, che lo consideravano sostanzialmente equivalente allo Junkers Ju 88 e quindi, come questo, non più in grado di sopravvivere alla caccia alleata. La 262ª Squadriglia ricevette 3 esemplari di preserie nel luglio 1943, due dei quali ebbero incidenti in fase di atterraggio. In effetti in tutta la ridda di modifiche e migliorie richieste dalla Regia Aeronautica non si era minimamente pensato all'unico vero difetto del velivolo: la scarsa visibilità del pilota in atterraggio, pericolosa soprattutto per i piloti inesperti (che, dopo 3 anni di guerra, stavano sostituendo quelli ben addestrati degli anni '30). Un altro velivolo di preserie si schiantò l'8 agosto 1943 in atterraggio, dopo essere stato consegnato ai gruppi di bombardamento radunati a Perugia per essere riarmati, uccidendo l'esperto pilota Enzo Bravi.
Il più bel bombardiere italiano, quello su cui, secondo i Generali Francesco Pricolo e Rino Corso Fougier (che si successero nel ruolo di Capo di Stato Maggiore dell'Arma Aerea) la Regia Aeronautica aveva puntato tutte le sue speranze per il futuro della sua linea di bombardamento, non riuscì quindi ad avere nessun impatto sulla guerra. La particolare attenzione riservata al progetto sembrò piuttosto avere un effetto deleterio sul suo sviluppo. L'aereo, è da ricordare, aveva infatti volato con quasi un anno di anticipo sui caccia della "serie intermedia", ma aveva cominciato ad entrare in linea quando questi ne stavano già uscendo, per essere sostituiti dalla successiva generazione di macchine.
Rimane notevole anche perché fu una delle pochissime macchine della Regia Aeronautica su cui fu ipotizzato l'uso di radar, sia per la caccia notturna che per il siluramento e la ricerca navale. Su questo dettaglio era superiore al suo rivale, l'altrettanto sfortunato Caproni Ca.331 "Raffica", con cui condivideva la scarsa capacità di far quota rapidamente, fondamentale per un intercettore, poco rilevante per un bombardiere (ed entrambi partivano dalla cellula di un bombardiere veloce).